# Tizanidină

Are la bază nucleul imidazolic, fiind din punct de vedere chimic (IUPAC)5-cloro-4-(2-imidazolin-2-ilamino)-2,1,3-benzotiodiazol (tizanidine)

Tizanidina este un miorelaxant central, utilizat în tratamentul spasmelor musculare și al spasticității.

## Farmacologie

### Mod de acțiune
Miorelaxant al mușchilor scheletici, cu acțiune centrală, locul principal de acțiune fiind măduva spinării. Are acțiune inhibitoare asupra mecanismelor polisinaptice responsabile pentru tonusul muscular excesiv, acționând la nivelul receptorilor adrenergici(α2)în special reducând eliberarea aminoacizilor excitatori la nivel interneural.

### Metabolism și excreție
Tizanidina se absoarbe rapid și aproape complet,metabolizarea fiind în marev măsură hepatică. Metaboliții nu au activitate semnificativă, eliminarealor având loc prin urină.

### Indicații
- spasme musculare dureroase asociate cu tulburări funcționale ale coloanei vertebrale (sindroame cervicale și lombare);
- afecțiuni neurologice, cum ar fi scleroză multiplă, mielopatie cronică, boli degenerative ale măduvei spinării, accidente cerebrovasculare și paralizie cerebrală.
- nu afectează transmisia neuromusculară fiind bine tolerat, acțiunea sa manifetăndu-se asupra spasmelor musculare acute și dureroase.

### Precauții
Trebuie adminstrat cu atenție la pacienții cu funcție renală sau hepatică afectată.administrarae concomitentă de fluvoxamină crește activitatea tizanidinei.Administrarea concomitentă cu antihipertensive poate duce la hipotensiune și bradicardie. 

### Farmacografie
- Sirdalud cpr 4 mg